# Archaeodictyna ulova
Archaeodictyna ulova is een spinnensoort in de taxonomische indeling van de kaardertjes (Dictynidae).
Het dier behoort tot het geslacht Archaeodictyna. De wetenschappelijke naam van de soort werd voor het eerst geldig gepubliceerd in 1987 door Griswold & Meikle-Griswold.